# Črešnjevec, Slovenska Bistrica
Črešnjevec este o localitate din comuna Slovenska Bistrica, Slovenia, cu o populație de 496 de locuitori.